# Уразов Дідарклич Чарияркличевич
Дідарклич Чарияркличевич Уразов (туркм. Didargylyç Çäryýargylyçewiç Urazow, 27 лютого 1977 — 7 червня 2016, Ашгабад) — туркменський футболіст, нападник.

## Клубна кар'єра
Вихованець ашгабатського футболу. Один з найвідоміших футболістів Туркменістану. Найбільшу популярність отримав виступаючи за команди «Ніса» і «Іртиш».
Починав грати в ашгабадській «Нісі». На рубежі століть був одним із найрезультативніших нападників чемпіонату — у 1996 році забив 14 голів (3 місце в суперечці бомбардирів), в сезоні 1998/99 — 16 голів (поділив перше місце), у 2000 — 11 голів (3 місце), у 2001 — 32 голи (кращий бомбардир). Тричі за цей час ставав чемпіоном країни.
У 2002 році поїхав в Казахстан, в павлодарський «Іртиш», виграв з командою чемпіонат країни. У 2003 році знову грав за «Нісу», під час літньої перерви поїхав в харківський «Металіст», який виступав у першій лізі, разом з товаришами по збірній Курбаном Дурдиєвим й Омаром Бердиєвим, але ще до закінчення першого кола повернувся назад в «Нісу». В туркменському клубі він у четвертий раз став чемпіоном країни.
З 2004 по 2008 роки Уразов грав за «Іртиш», з перервою у 2007 році, коли він був у «Тоболі». Всього за павлодарський клуб він зіграв в чемпіонаті країни 109 матчів, забив 38 голів.
Виступав на Кубку Співдружності у 2009 році за «Ашхабад» і у 2010 році за МТТУ.
У 2010 році повернувся в чемпіонат Туркменії. У складі «Балкана» став чемпіоном країни, в суперечці бомбардирів поділив друге місце (10 голів), поступившись 1 голом Берді Шамурадову. У 2011 році разом з командою повторив чемпіонський успіх, але не відзначався високою результативністю (3 голи після перших 22 турів). У 2013 році в складі «Балкана» став володарем Кубка президента АФК 2013. У 2010—2014 роках грав за «Балкан», де і завершив кар'єру.

## Кар'єра в збірній
Був нападником збірної країни Туркменістану в 1996—2011 роках, провів 15 матчів і забив 5 голів за національну збірну. Учасник Кубка Азії 2004 року. Фіналіст Кубка виклику АФК 2010.

## Особисте життя
7 червня 2016 року Дідарклич Уразов помер в Ашгабаді на 40 році життя.
Молодший брат Дидара Уразова — Даянч Уразов, також виступав за «Нісу» і збірну Туркменістану.

## Досягнення

### Командні
- Шестиразовий Чемпіон Туркменії: 1996, 1999, 2001, 2003, 2010, 2011
- Володар Кубка Туркменії: 1998
- Кращий бомбардир чемпіонату Туркменії 1999, 2001
- Чемпіон Казахстану: 2002
- Володар Кубка Казахстану: 2007
- Переможець Кубка Інтертото: 2007
- Володар Кубка президента АФК: 2013
- Фіналіст Кубка виклику АФК 2010